# USS Akron
A USS Akron az amerikai haditengerészet merev vázú felderítő léghajója volt, amely 1931. szeptember 23-án emelkedett először a levegőbe. A léghajó 239 méter hosszú volt, és 193 970 köbméter gáz fért el benne; 74 úton 1700 órát repült. 1933. április 4-én az óceánba csapódott.

## Pályafutása
Az Akron (ZRS–4) építése 1929 novemberében kezdődött a frissen elkészült Goodyear-Zeppelin gyárban az ohiói Akronban. Az Akron és testvérhajója, a USS Macon Karl Arnstein mérnök tervei alapján épült. Az Akront Lou Hoover, az ország elnökének felesége keresztelte meg 1931. augusztus 8-án. A léghajó először 1931. szeptember 23-án emelkedett a magasba Charles Rosendahl kapitány irányításával. Októberben számos próbarepülést hajtottak vele végre, majd a lakehursti haditengerészeti légi bázisra repültek a léghajóval.
Az Akron 1932 januárjában vett részt első haditengerészeti gyakorlatán, és annak ellenére, hogy hatótávolsága lenyűgöző volt, felderítő gépként gyengén szerepelt. Február 22-én a lakehursti bázisról felszállásra készülő léghajó farka leszakadt a földi manőverezését segítő kocsiról az erős szélben. A hajótest hevesen oldalra fordult, majd alsó függőleges vezérsíkja beleütközött a földbe, és megrongálódott. A bázison éppen kongresszusi képviselők vártak arra, hogy felszálljanak az Akronra.
A léghajót két hónapon át javították, majd az év végéig folytatta a próbarepüléseket. Gyakorlatozott együtt repülőgépekkel, illetve több bemutató utat tett, ezek leglátványosabbikát 1932 május-júniusban hajtotta végre, amikor Lakehurstből a kaliforniai Sunnyvale-ben épülő léghajóüzemhez repült. Ezen az úton egy tragikus baleset is történt San Diego közelében: három, a léghajó kötelét tartó tengerészt a levegőbe emelt a hirtelen megmozduló Akron, közülük ketten meghaltak, amikor lezuhantak, a harmadikat felhúzták az Akron fedélzetére. Az eseményt filmfelvevő is megörökítette, és a felvételt országszerte vetítették a mozik.
1932. június 1-4. között a léghajó ismét részt vett egy gyakorlaton, de megint csak kevés hasznát látta a haditengerészet. Megtalálta ugyan a kijelölt hajókat, de repülőgépek támogatása nélkül csak annyit tehetett, hogy a közelükben lebegett. Eközben azonban a felderített hajók repülői könnyedén „megsemmisítették”. Az Akron az év hátralévő részében a hasára függeszthető F9C-2 Curtiss Sparrowhawk kétfedelű gépekből álló repülőszázadával gyakorlatozott. 1933 elején a léghajó elrepült Kubába és a Panama-csatornához. 1933. március 4-én megjelent a gép az új elnök, Franklin D. Roosevelt beiktatási ünnepségén.

## Balesete
1933. április 3-án az Akron felszállt Lakehurstből, majd az északkeleti partok mentén haladt, hogy bekalibrálják rádiós iránykereső berendezését. A léghajó parancsnoka Frank C. McCord volt, és a fedélzeten tartózkodó 76 ember között ott volt William Moffett ellentengernagy is. Kevéssel éjfél után az Akron heves emelkedésekkel és zuhanásokkal reagált a légköri változásokra, és ezek során belecsapódott az óceánba. A feltevések szerint a baleset azért következett be, mert a magasságmérő hibás adatokat közölt, és a kapitány is rosszul döntött, amikor egy erőteljes süllyedésre hirtelen emelkedéssel reagált. Azzal ugyanis, hogy meredeken felemelte a léghajó orrát, a farok a vízhez csapódott. A balesetet csak hárman élték túl, a többiek – a mentőmellények hiányában – belefulladtak a hideg vízbe.

## Galéria

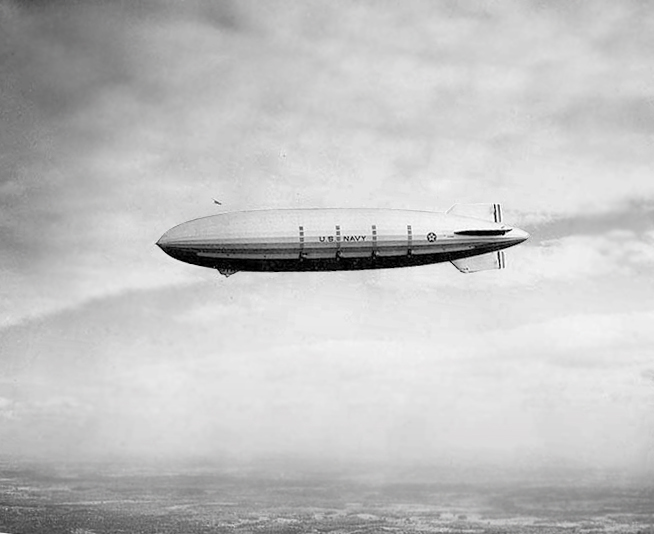
Az Akron 1931-ben
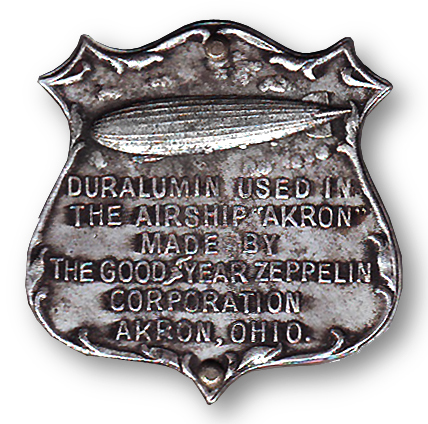
Minta az építéshez használt dúralumíniumból
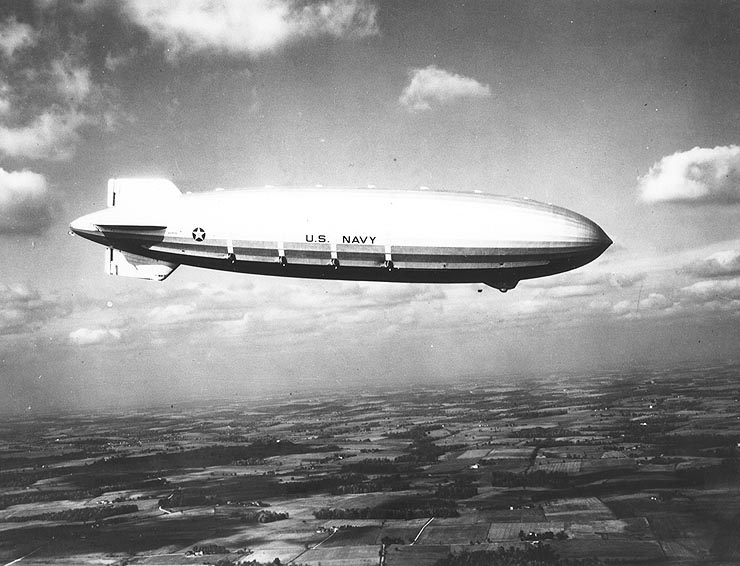
Az első út
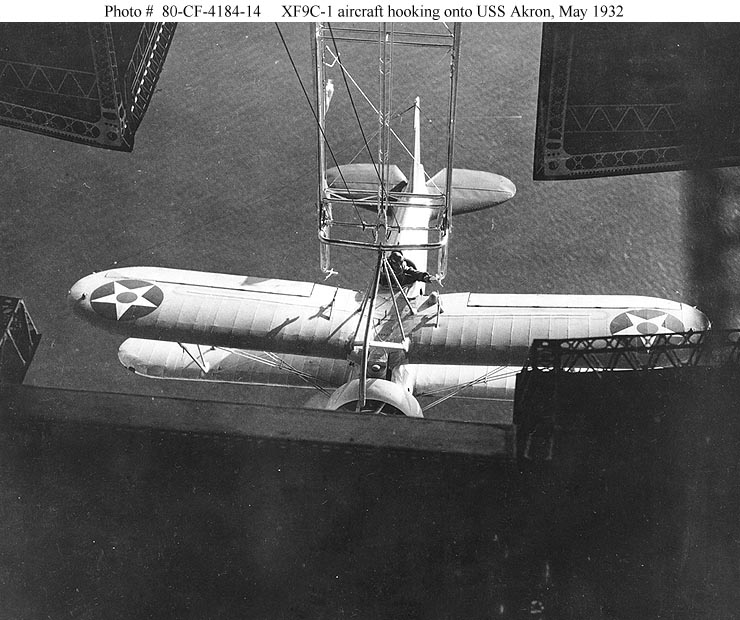
Felfüggesztett vadászgép
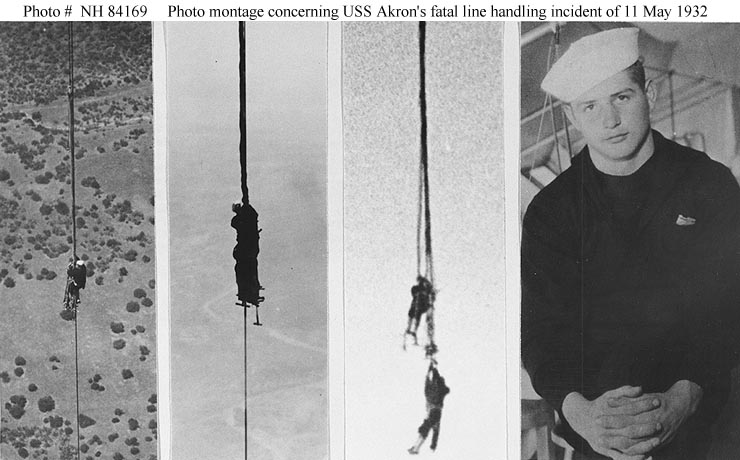
Kötélen függő tengerészek
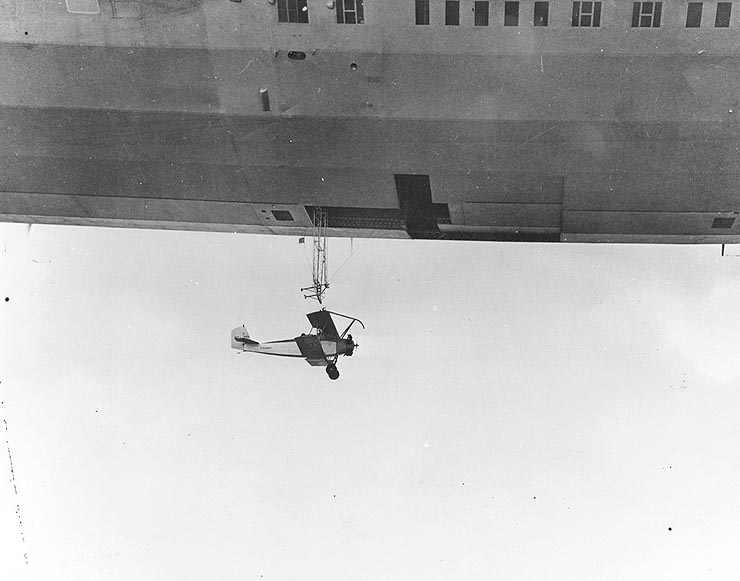
Felfüggesztett vadászgép